# Hansen, Schou & Weller

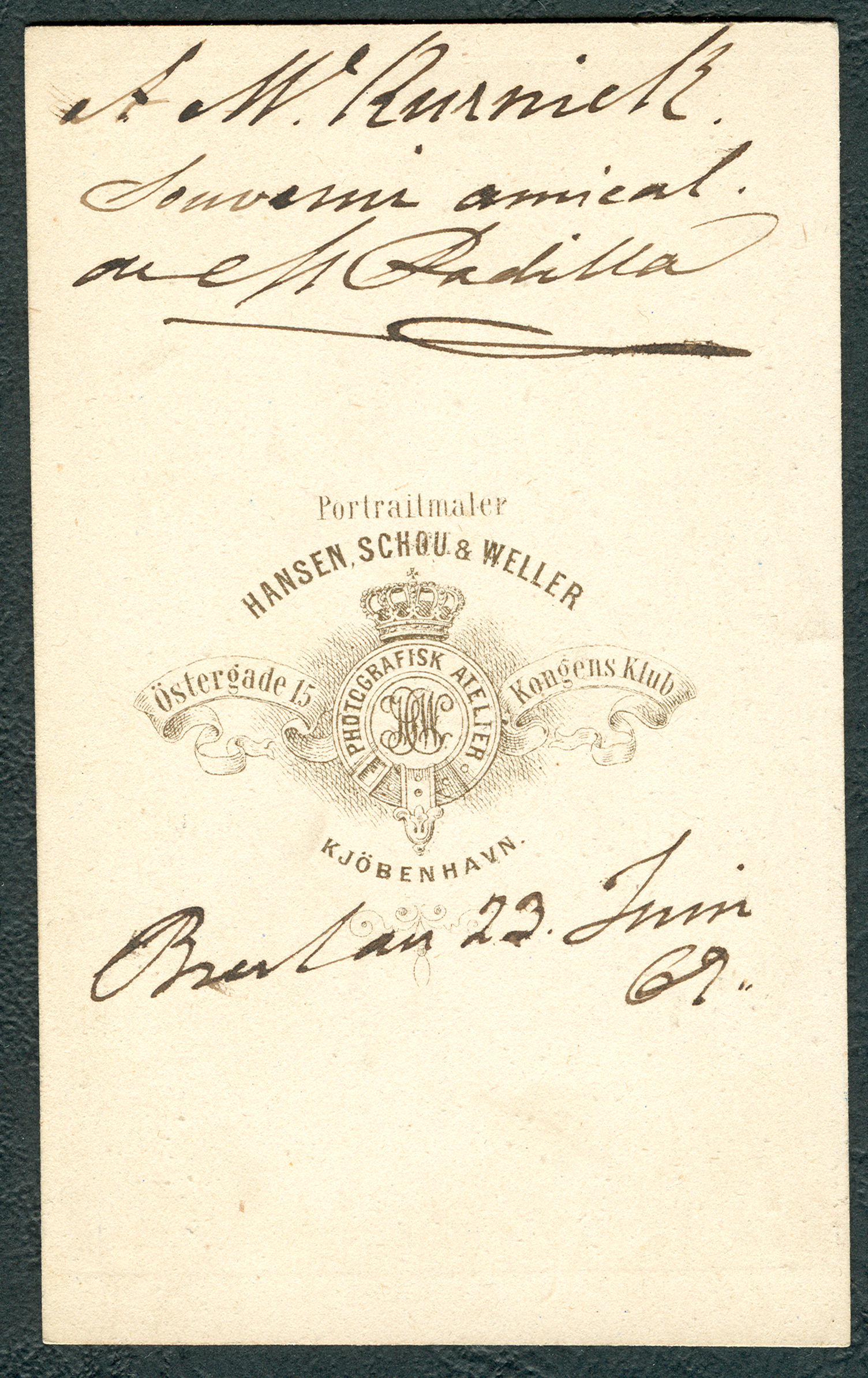
Zadní strana fotografie carte de visite se znaky ateliéru Hansen, Schou & Weller

Hansen, Schou & Weller byl název fotografického studia v Kodani, které založil Georg Emil Hansen. Ateliér se zaměřoval především na portréty, včetně řady celebrit a královské rodiny.

## Historie
Ateliér založili 1. prosince 1867 portrétní malíř Niels Christian Hansen, jeho bratr Georg Emil Hansen a poručík a obchodník Albert Schou. Zpočátku neslo název Hansen & Schou. Dne 30. září 1869 se jejich obchodním partnerem stal fotograf a knihař Clemens Weller, který původně pocházel z Německa.
Dne 14. dubna 1869 se stal Hansen, Schou & Weller dvorním fotografem. V roce 1872 se ateliér podílel na Nordické průmyslové a umělecké výstavě v Kodani. V pozdějších letech studio neslo název Hansen & Weller. Do roku 1885 měl ateliér adresu na Østergade 15, potom se přestěhoval do bývalého paláce Berkentinsche Palais (Palais Schimmelmann), Bredgade 28. Jediným vlastníkem byl Clemens Weller. Fotografoval především aristokraty a celebrity. Po své smrti zanechal archiv 360 000 pečlivě zabalených fotografických desek.
Mnohé portréty jsou nyní v Dánské královské knihovně v Kodani, dále v archivu ETH Zürich, ve sbírce Royal Collection a v galerii National Portrait Gallery v Londýně.

## Fotografie Hansen, Schou & Weller

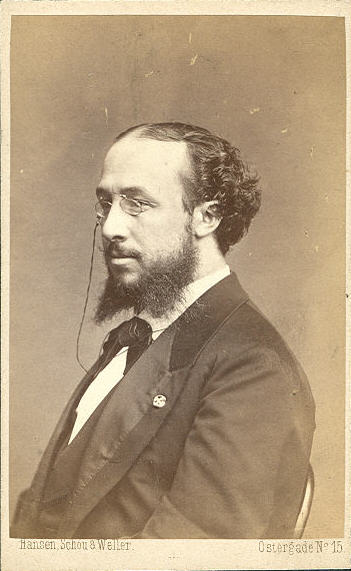
Zpěvák Mariano Padilla y Ramos
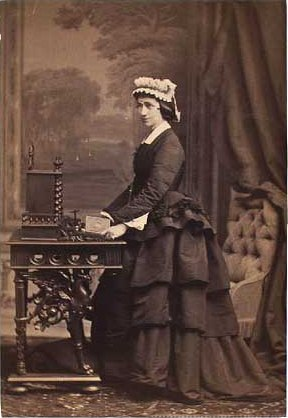
Herečka Johanne Luise Heiberg

## Fotografie Hansen & Weller

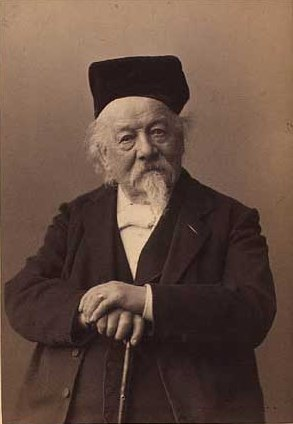
Malíř Frederik Christian Kiærskou
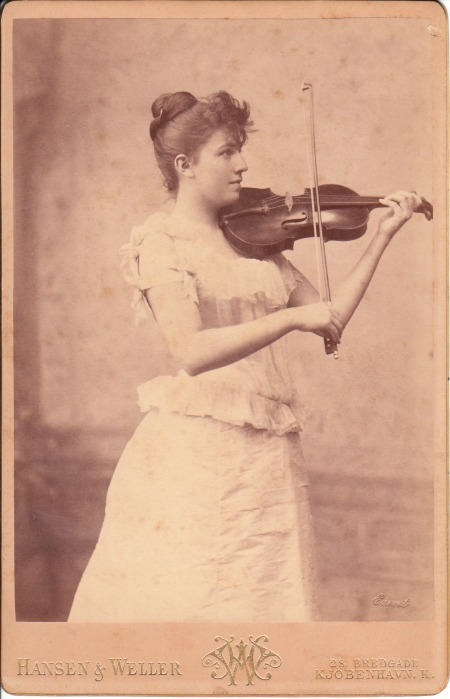
Neznámá houslistka
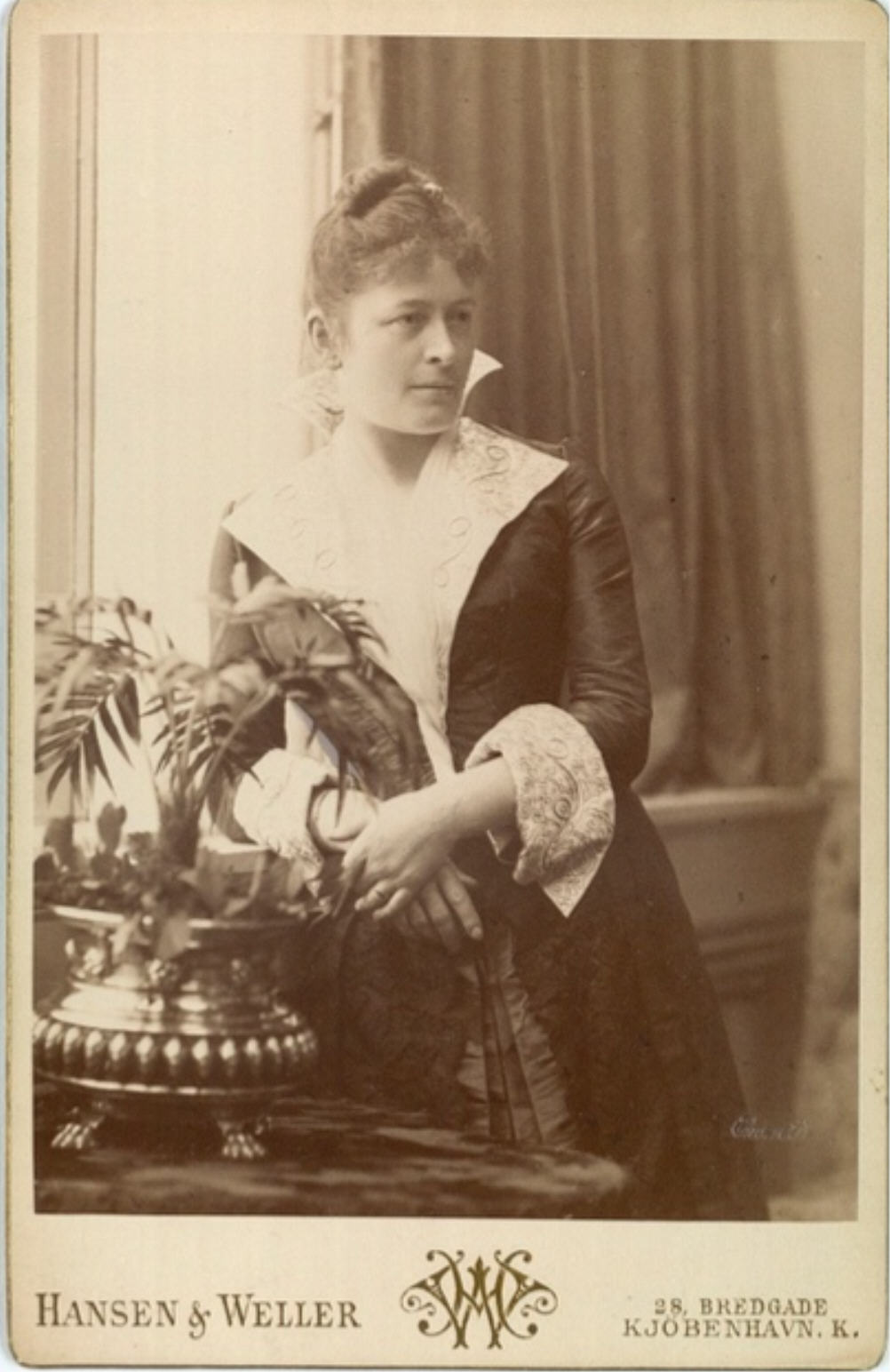
Malířka Bertha Wegmann
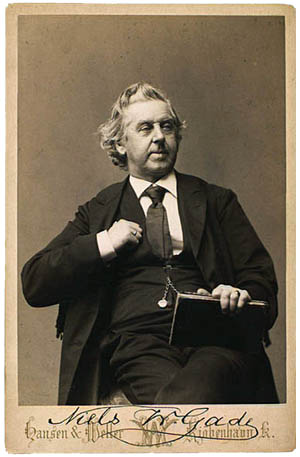
Skladatel Niels Wilhelm Gade